# Miss Universo Paraguay 2016
El Miss Universo Paraguay 2016 fue un certamen de belleza donde se eligió a la representante paraguaya a competir en el Miss Universo 2016. Además de elegir a la candidata para este certamen, también fueron elegidas las representantes de Paraguay para el Miss Internacional 2016 y Miss Supranacional 2016.

El evento final se llevó a cabo el 1 de octubre y por primera vez la sede fue la ciudad de Encarnación, a unos 365 km de la capital paraguaya. Fue transmitido por el SNT.

Un evento diferente se desarrolló para elegir a las representantes paraguayas al Miss Mundo 2016 y Miss Tierra 2016 llamado Miss Mundo Paraguay 2016.

## Resultados
| Título/Puesto               | Participante                              |
| --------------------------- | ----------------------------------------- |
| Miss Universo Paraguay      | - Guairá - Andrea Melgarejo               |
| Miss Internacional Paraguay | - Itapúa - Tatiana Rolin                  |
| Miss Supranacional Paraguay | - Fernando de la Mora - Viviana Florentín |
| Miss Pacific Paraguay       | - Central - Marta Diaz                    |
| Miss Bikini Paraguay        | - Com. Paraguaya en USA - Laura Notario   |
| 1ª Finalista                | - Caaguazú - Johana Leiva                 |
| 2ª Finalista                | - Asunción - Lucía Maciel                 |
| 3ª Finalista                | - Concepción - Kathia Martínez            |

## Premios Especiales

### Miss Top Model[2]
| Resultado Final | Departamento                              |
| Ganadora        | - Central - Marta Diaz                    |
| 2.º Lugar       | - Guairá - Andrea Melgarejo               |
| 3.º Lugar       | - Caaguazú - Johana Leiva                 |
| 4.º Lugar       | - Itapúa - Tatiana Rolin                  |
| 5.º Lugar       | - Fernando de la Mora - Viviana Florentín |

### Mejor Traje Típico
| Resultado Final | Departamento                |
| Ganadora        | - Guairá - Andrea Melgarejo |
| 2.º Lugar       | - Itapúa - Tatiana Rolin    |
| 3.º Lugar       | - Central - Marta Diaz      |
| 4.º Lugar       | - Asunción - Lucía Maciel   |
| 5.º Lugar       | - San Pedro - Delsy Olmedo  |

### Mejor Silueta
| Resultado Final | Departamento                            |
| Ganadora        | - Guairá - Andrea Melgarejo             |
| 2.º Lugar       | - Itapúa - Tatiana Rolin                |
| 3.º Lugar       | - Com. Paraguaya en USA - Laura Notario |
| 4.º Lugar       | - Concepción - Kathia Martínez          |
| 5.º Lugar       | - Caaguazú - Johana Leiva               |

## Candidatas
Este año se está realizando certámenes departamentales para elegir a las candidatas a competir por las coronas.
| Departamento/Ciudad      | Candidata                         | Edad | Estatura (m) | Procedencia         |
| ------------------------ | --------------------------------- | ---- | ------------ | ------------------- |
| Alto Paraná              | Jazmín Almada                     | 20   | 1,73         | Ciudad del Este     |
| Asunción                 | Lucía Maciel                      | 26   | 1,75         | Asunción            |
| Caaguazú                 | Johana Leiva                      | 20   | 1,77         | Coronel Oviedo      |
| Caazapá                  | Karina Leguizamón                 | 22   | 1,74         | Caazapá             |
| Canindeyú                | Eva Franco                        | 20   | 1,75         | Salto del Guairá    |
| Central                  | Marta Diaz                        | 24   | 1,77         | Asunción            |
| Com. Paraguaya en España | María Graciela Acuña              | 19   | 1,78         | Barcelona           |
| Com. Paraguaya en USA    | Laura "Coca" Notario              | 26   | 1,71         | Miami               |
| Concepción               | Kathia Martínez                   | 21   | 1,77         | Horqueta            |
| Cordillera               | Elizabeth Jara                    | 21   | 1,72         | Caraguatay          |
| Fernando de la Mora      | Viviana Florentín                 | 22   | 1,74         | Fernando de la Mora |
| Guairá                   | Lourdes Andrea Melgarejo González | 22   | 1,80         | Asunción            |
| Itapúa                   | Fátima Tatiana Rolin Trombetta    | 24   | 1,75         | Obligado            |
| Misiones                 | Blanca Amarilla                   | 25   | 1,77         | Santiago            |
| San Pedro                | Delsy Olmedo                      | 18   | 1,75         | Capiibary           |

## Datos acerca de las delegadas
- Algunas de las delegadas han participado, o participarán, en otros certámenes de importancia nacionales e internacionales:
  - Andrea Melgarejo (Guairá) había representado a su país en el Miss Tierra 2015 llevado a cabo en Viena, Austria.[3]
  - Tatiana Rolin (Itapúa) participó en Face of Beauty International 2014, llevado a cabo en la ciudad taiwanesa de Taichung, donde logró posicionarse en el Top 10.[4]
  - Blanca Amarilla (Misiones) representó a su país en el Miss Atlántico Internacional 2013, el año siguiente ganó el título de Miss Verano 2014 en su país.[5]